# Centre de recherches statistiques, économiques et sociales et de formation pour les pays islamiques
Le Centre de recherches statistiques, économiques et sociales et de formation pour les pays islamiques (SESRIC), a été fondé en tant qu’organe subsidiaire de  l’Organisation de la coopération islamique (OCI) conformément à la résolution  N. 2/8-E adoptée lors de la Huitième Conférence islamique des ministères des Affaires étrangères  (CIMAE), tenue à Tripoli en mai 1977.
Le Centre a commencé ses activités à Ankara le 1er juin 1978.

## Mandat
Le mandat de base établi pour SESRIC est sur trois volets :
- rassembler, traiter et diffuser les statistiques et les informations socio-économiques sur et pour l’utilisation des pays membres ;
- étudier et évaluer les développements économiques et sociaux dans les pays membres pour aider à générer des propositions qui initieront et renforceront la coopération entre eux ;
- organiser des programmes de formation dans des domaines choisis, adaptés aux besoins des pays membres ainsi que les objectifs généraux de l’Organisation de coopération islamique.

En plus de la réalisation du mandat susmentionné, le Centre assume le rôle de point focal  dans les projets et activités de coopération technique entre l’OCI et les autres organismes de l’ONU. Il agit également comme branche de recherche principale de l’OCI  par laquelle il s’est vu chargé de la préparation des principaux rapports sociaux et économiques ainsi que des documents de références sur les nombreuses réunions et conférences  de coopération économique, sociale et techniques tenues à différents niveaux chaque année sous l’égide de l’OCI.

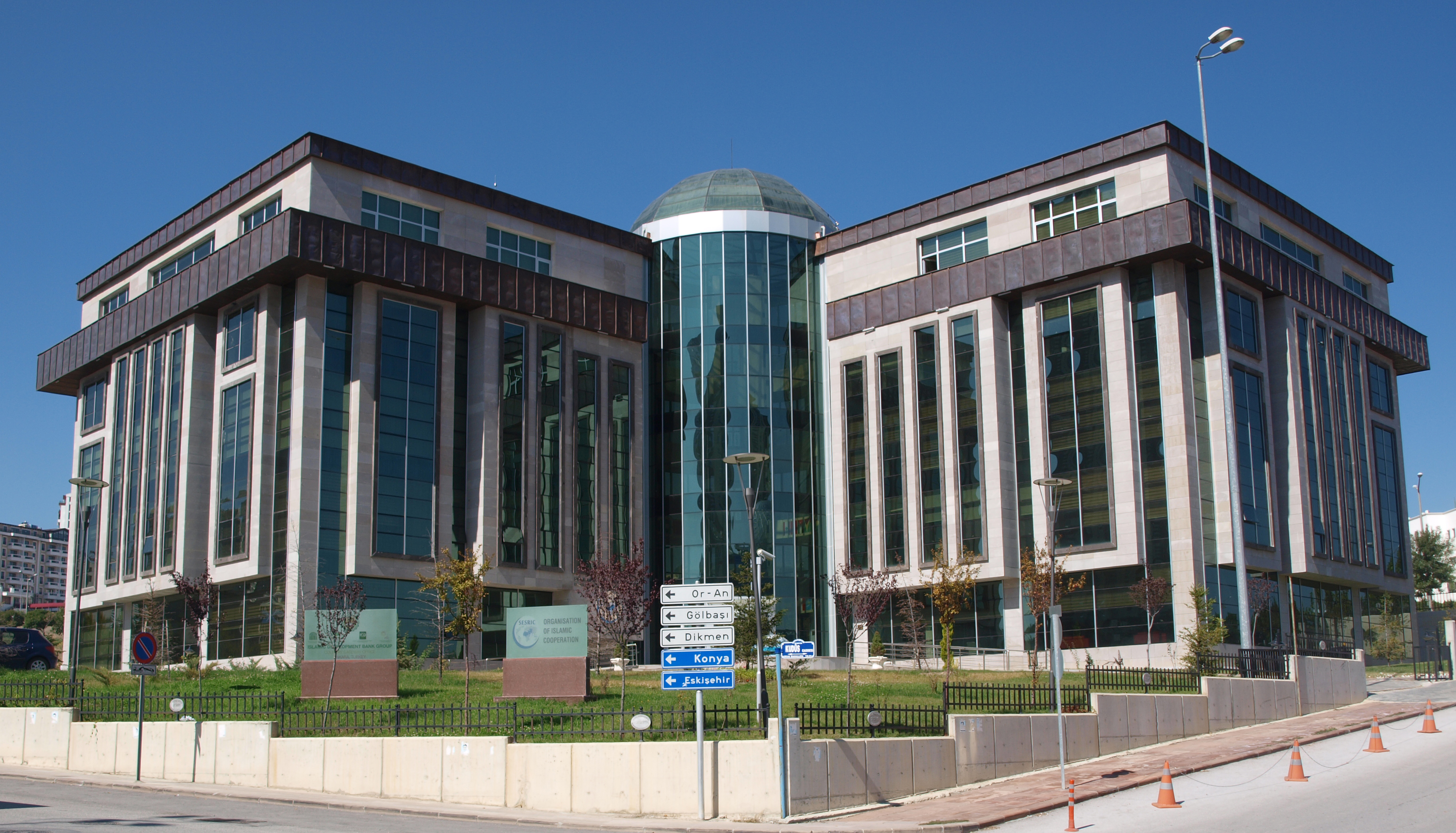